# دینا بارون
دِینا بارون (انگلیسی: Dana Barron؛ زادهٔ ۲۲ آوریل ۱۹۶۶) هنرپیشه اهل ایالات متحده آمریکا است که از سال ۱۹۸۰ میلادی تاکنون مشغول فعالیت بوده‌است.
از فیلم‌ها یا برنامه‌های تلویزیونی که وی در آن نقش داشته‌است می‌توان به گیوم‌تل، می‌داند که تنها هستی و تعطیلات نشنال لمپون اشاره کرد.